# Dumitru Țepeneag
Dumitru Țepeneag (Bucarest, 14 de febrer de 1937) és un escriptor i traductor romanès representant de l'onirisme literari, que actualment resideix a França. Va guanyar el 2008 el premi de la Unió Llatina.
Va estudiar dret a la Universitat de Bucarest. Durant els anys 1960 i 1970 juntament amb el poeta Leonid Dimov va ser una figura clau de l'onirisme literari que s'oposava al realisme socialista oficial. El 1975, en una estada a París, va ser privat de la seva nacionalitat per Ceaușescu i condemnat a l'exili. Va fundar i va dirigir Cahiers de l'Est de 1975 a 1980; Nouveaux Cahiers de l'Est, de 1991 a 1992 i Seine et Danube de 2003 a 2005. També és important la seva obra com a traductor del francès al romanès.

## Obra
- Exerciții, Bucureșt, 1966
- Frig, Bucureșt, EPL, 1967
- Așteptare, Bucureșt, Cartea Românească, 1971
- Exercices d'attente, Flammarion, 1972
- Arpièges, Flammarion, 1973
- Les Noces nécessaires, Flammarion,1977
- La Défense Alekhine, Garnier, 1983
- Roman de gare, P.O.L 1985
- Le Mot sablier, P.O.L 1984
- Pigeon vole, P.O.L 1988
- Quinze poètes roumains, Belin, 1990
- Zadarnică e arta fugii, Bucurest, Albatros, 1991
- Nunțile necesare Bucureșt, Ed. Fundației Culturale Române, 1992
- Roman de citit în tren Iași, Inst. European, 1993
- Un român la Paris Cluj, Dacia, 1993
- Reîntoarcerea fiului la sânul mamei rătăcite Iași, Inst. European, 1993
- Cuvântul nisiparniță Bucureșt, Univers, 1994
- Hôtel Europa, Bucurest, Albatros, 1996
- Porumbelul zboară Bucureșt, Univers, 1997
- Momentul oniric Bucurest, Cartea Românească, 1998
- Călătorie neizbutită Bucurest, Cartea Românească, 1998
- Pont des Arts, Bucureșt, Albatros, 1999
- Războiul literaturiii nu s-a încheiat, Bucureșt, All, 2001
- Maramureș, Cluj, Dacia, 2001
- Destin cu popești, Cluj, Dacia & Biblioteca Apostrof, 2001
- Prin gaura cheii, Bucureșt, All, 2001
- Au pays du Maramures, P.O.L, 2001
- Attente, P.O.L 2003
- Clepsidra răsturnată, Pitești, Paralela 45, 2003
- La Belle Roumaine, Pitești, Paralela 45, 2006
- Capitalism de cumetrie, Iași, Polirom, 2007
- Frappes chirurgicales, P.O.L, 2009
- Le camion bulgare, P.O.L, 2011